# تظاهر (مجموعه تلویزیونی آمریکایی)
تظاهر (به انگلیسی: The Act) یک مجموعه آنتولوژی آمریکایی در ژانر جرم و جنایت واقعی است که در ۲۰ مارس ۲۰۱۹ به نمایش شبکه هولو درآمده است. فصل اول بر اساس زندگی واقعی جیپسی رز بلانچارد و قتل مادرش، دی دی بلانچارد، کسی که متهم به سوء استفاده ابزاری از دخترش با ساختن بیماری و معلولیت به عنوان پیامدی مستقیم از نشانگان مونشهاوزن توسط پروکسی، واقع شده‌است. در کل فیلم مریضی است

## خلاصه داستان
فصل اول بر اساس گزارش‌های واقعی و باور نکردنی و تکان دهنده «جیپسی بلانچارد»، دختری که سعی دارد از رابطه خطرناک و سمی اش با مادر بیش از حد محافظت کارش فرار کند. تلاش او برای استقلال، سرمنشاء و آغاز سایر مشکلات اش شده، که نهایتاً مرتکب به قتل می‌شود.

## بازیگران و شخصیت‌ها

### اصلی
- پاتریشا آرکت در نقش دی دی بلانچارد
- جوئی کینگ در نقش جیپسی بلانچارد
- آناسوفیا راب در نقش «لیسی»
- کلم ورذی در نقش «نیک گادجان»
- کلویی سونی در نقش «مل»

### مهمان
- دین نوریس
- جو تیپت در نقش اسکات